# Corryocactus quadrangularis
Corryocactus quadrangularis es una especie de planta suculenta perteneciente al género Corryocactus, dentro de la familia Cactaceae. Es endémica de Perú.

## Descripción
Corryocactus quadrangularis es una especie de cactus arbustivo que se ramifica desde la base, alcanzando alturas de 1 a 1,5 m. Los tallos, aunque crecen de forma extendida, a veces son colgantes y miden de 4 a 5 cm de diámetro.
Presentan de 4 a 5 costillas (raramente hasta 6) profundas, onduladas y con forma de alas. Sobre ellas se asientan areolas negras y afieltradas, con espinas de color amarillo blanquecino. Se distinguen de 1 a 2 espinas centrales fuertes que miden de 4 a 6 cm de largo, y de 4 a 8 espinas radiales de 1 a 2 cm de longitud.
Las flores son de color amarillo dorado a rojo carmín y miden de 4 a 5 cm de largo. Los frutos son de color verde rojizo y tienen un diámetro de hasta 3 cm.

## Distribución y hábitat
El área de distribución nativa de esta especie es Perú y está muy extendida en el departamento peruano de Ayacucho, cerca de Puquio. Crece principalmente en biomas desérticos o de matorral seco, en valles interandinos situados a unos 3300 metros de altitud.

## Taxonomía
La primera descripción de esta especie fue como Erdisia quadrangularis, publicada en 1957 por los botánicos alemanes Werner Rauh y Curt Backeberg en el libro Descriptiones Cactacearum Novarum Nov. 1: 12.
Posteriormente, los botánicos Friedrich Ritter, David Richard Hunt, Nigel Paul Taylor y Graham J. Charles colocaron la especie en el género Corryocactus, pasando a llamarse Corryocactus quadrangularis y anotando estos cambios en el libro The New Cactus Lexicon: 59 en el año 2006.
Etimología
- Corryocactus: nombre genérico otorgado en honor a Thomas Avery Corry (1862-1942), quien como ingeniero de la compañía ferroviaria peruana Ferrocarril del Sur, ayudó a descubrir las plantas. De hecho, las primeras tres especies conocidas del género crecían cerca de la recién construida vía férrea. Además, la terminación cactus es un término latino que alude a las plantas del género Cactaceae.
- quadrangularis: epíteto específico que deriva de las palabras latinas quadr (que significa 'cuatro') y angularis (que significa 'angular'), haciendo referencia a los tallos cuadrangulares de la especie.[4]

## Estado de conservación
En la Lista Roja de Especies Amenazadas de la UICN, la especie está clasificada como “Datos Insuficientes (DD)”.
La especie no presenta amenazas destacables, aunque puede verse afectada por la expansión de las actividades agrícolas.

## Usos
Se cultiva principalmente como planta ornamental y su propagación se realiza a través de esquejes o semillas.